# Tapentadol
 Tapentadol, vendido sob o nome comercial Nucynta entre outros, é um analgésico opioide. Pode ser usado para dor moderada a intensa de curta ou longa duração. É tomado por via oral. Começar a atuar em cerca de 30 minutos e dura de 4 a 6 horas.
Os efeitos colaterais comuns incluem náusea, sonolência, constipação e coceira. Outros efeitos colaterais podem incluir convulsões, pressão arterial baixa, dependência, síndrome da serotonina e insuficiência respiratória(depressão respiratória). O uso durante a gravidez pode prejudicar o bebê. O risco de uso indevido é semelhante ao de outros opioides fortes. Embora não esteja totalmente claro como funciona, atua no receptor μ-opioide e aumenta os níveis de serotonina e norepinefrina.
O tapentadol foi aprovado para uso médico nos Estados Unidos em 2008, na Austrália em 2010, e no Reino Unido e na Índia em 2011. Nos Estados Unidos, 30 comprimidos de 50 mg custam cerca de 230 dólares, de formulação de liberação imediata em 2021. Esta quantidade no Reino Unido custa ao NHS cerca de 15 libras. Também é fornecido em uma formulação de liberação lenta.